# Cicerbita thianschanica
Cicerbita thianschanica là một loài thực vật có hoa trong họ Cúc. Loài này được (Regel & Schmalh.) Beauverd mô tả khoa học đầu tiên năm 1910.